# Tamara Moskvina
Tamara Nikolayevna Moskvina (em russo:  Тама́ра Никола́евна Москвина́ⓘ; nome de casada: Bratus (em russo:  Братусь); Leningrado, RSFS da Rússia, 26 de junho de 1941) é uma treinadora e ex-patinadora artística russa, que competiu representando a União Soviética. Ela conquistou com Alexei Mishin uma medalha de prata em campeonatos mundiais, uma medalha de prata e uma de bronze em campeonatos europeus e foi campeã do campeonato nacional soviético. Moskvina e Mishin disputaram os Jogos Olímpicos de Inverno de 1968, terminando na 5.ª posição. Ela também foi campeã do campeonato nacional soviético em 1965 com Alexander Gavrilov, e foi pentacampeã soviética no individual feminino em 1962–1966.

## Treinadora
Após sua carreira de patinadora, Moskvina se interessou na carreira de treinadora. Entre seus alunos estão:
- Irina Vorobieva/Alexander Vlassov
- Irina Vorobieva/Igor Lisovsky[3]
- Elena Valova/Oleg Vasiliev[3]
- Natalia Mishkutenok/Artur Dmitriev[3]
- Elena Bechke/Denis Petrov[3]
- Oksana Kazakova/Artur Dmitriev[3]
- Elena Berezhnaya/Anton Sikharulidze[3]
- Yuko Kawaguchi/Alexander Markuntsov[3]
- Kyoko Ina/John Zimmerman[3]
- Julia Obertas/Sergei Slavnov[3]
- Yuko Kavaguti/Alexander Smirnov[3]

## Principais resultados

### Duplas com Alexei Mishin
| Jogos Olímpicos                                       |                   |                  | 5.ª              |                   |  |  |  |  |  |  |  |  |  |  |  |
| Campeonato Mundial                                    |                   | 6.ª              | 4.ª              | Medalha de prata  |  |  |  |  |  |  |  |  |  |  |  |
| Campeonato Europeu                                    |                   | 6.ª              | Medalha de prata | Medalha de bronze |  |  |  |  |  |  |  |  |  |  |  |
| Prize of Moscow News                                  |                   | Medalha de ouro  |                  | Medalha de ouro   |  |  |  |  |  |  |  |  |  |  |  |
| Universíada                                           | Medalha de bronze |                  |                  |                   |  |  |  |  |  |  |  |  |  |  |  |
| Nacional                                              |                   |                  |                  |                   |  |  |  |  |  |  |  |  |  |  |  |
| Campeonato Soviético                                  | Medalha de bronze | Medalha de prata | Medalha de prata | Medalha de ouro   |  |  |  |  |  |  |  |  |  |  |  |
|                                                       |                   |                  |                  |                   |  |  |  |  |  |  |  |  |  |  |  |
| Legenda: Competição não foi disputada nesta temporada |                   |                  |                  |                   |  |  |  |  |  |  |  |  |  |  |  |

### Duplas com Alexander Gavrilov
| Campeonato Soviético | Medalha de ouro |  |  |  |  |  |  |  |  |  |  |  |  |  |  |
|                      |                 |  |  |  |  |  |  |  |  |  |  |  |  |  |  |

### Individual feminino
| Campeonato Europeu   |     | 27.ª             |                  | 19.ª            | 20.ª            |                 | 14.ª            |                 |  |  |  |  |  |  |  |
| Nacional             |     |                  |                  |                 |                 |                 |                 |                 |  |  |  |  |  |  |  |
| Campeonato Soviético | 9.ª | Medalha de prata | Medalha de prata | Medalha de ouro | Medalha de ouro | Medalha de ouro | Medalha de ouro | Medalha de ouro |  |  |  |  |  |  |  |
|                      |     |                  |                  |                 |                 |                 |                 |                 |  |  |  |  |  |  |  |